# Cedar Park
Cedar Park és una població dels Estats Units a l'estat de Texas. Segons el cens del 2000 tenia 26.049 habitants.

## Demografia
Segons el cens del 2000, Cedar Park tenia 26.049 habitants, 8.621 habitatges, i 7.155 famílies. La densitat de població era de 592,7 habitants/km².
Dels 8.621 habitatges en un 52,8% hi vivien nens de menys de 18 anys, en un 70,3% hi vivien parelles casades, en un 9,6% dones solteres, i en un 17% no eren unitats familiars. En el 12,5% dels habitatges hi vivien persones soles el 2,1% de les quals corresponia a persones de 65 anys o més que vivien soles. El nombre mitjà de persones vivint en cada habitatge era de 3 i el nombre mitjà de persones que vivien en cada família era de 3,29.
Per edats la població es repartia de la següent manera: un 33,5% tenia menys de 18 anys, un 6% entre 18 i 24, un 40,3% entre 25 i 44, un 15,9% de 45 a 60 i un 4,3% 65 anys o més.
L'edat mediana era de 31 anys. Per cada 100 dones de 18 o més anys hi havia 94,7 homes.
La renda mediana per habitatge era de 67.527 $ i la renda mediana per família de 70.587 $. Els homes tenien una renda mediana de 49.657 $ mentre que les dones 32.039 $. La renda per capita de la població era de 24.767 $. Aproximadament el 3% de les famílies i el 4,1% de la població estaven per davall del llindar de pobresa.

## Poblacions més properes
El següent diagrama mostra les poblacions més properes.